# Rivula pusilla
Rivula pusilla är en fjärilsart som beskrevs av Heinrich Benno Möschler 1890. Rivula pusilla ingår i släktet Rivula och familjen nattflyn. Inga underarter finns listade.

## Bildgalleri

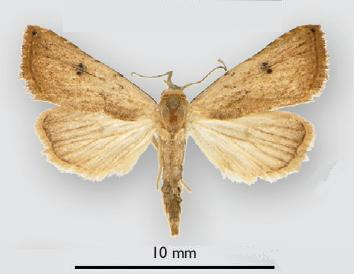